# 井上和久 (保健学者)
井上 和久（いのうえ かずひさ）は、日本の理学療法士、保健学者（生活環境支援理学療法・予防理学療法）。学位は博士（医学）（東京医科歯科大学）。埼玉県立大学保健医療福祉学部准教授。
田無病院リハビリテーション部での勤務を経て、埼玉県立大学保健医療福祉学部講師などを歴任した。

## 概要
生活環境支援理学療法、予防理学療法を専攻する保健学者である。下肢筋群のバランス機能に関する研究が知られている。田無病院にて理学療法士として勤務したのち、埼玉県立大学で教鞭を執った。

## 来歴

### 生い立ち
高知学園が設置・運営する高知高等学校に進学した。さらに、同じく高知学園が設置・運営する高知リハビリテーション学院に進学し、理学療法学科にて学んだ。なお、高知リハビリテーション学院では、浄土宗教育資団(現学校法人佛教教育学園)が設置・運営する佛教大学の通信教育部と提携しており、大学卒業の資格を取得できる併修制度を導入していた。そのため、佛教大学においても、社会学部の社会福祉学科に在籍して学んだ。1995年（平成7年）3月、高知リハビリテーション学院を卒業した。同時に佛教大学も卒業し、学士（社会学）の学位を取得した。
将来的な大学院への進学を見据え、通学しやすさを考慮し関東地方で就職することにした。1995年（平成7年）に田無病院に入職し、リハビリテーション部に配属された。

### 保健学者として
1999年（平成11年）、埼玉県により埼玉県立大学が創設された。それに伴い、保健医療福祉学部の助手として採用された。2006年（平成18年）には保健医療福祉学部の講師に昇任した。また、それと並行して、東京医科歯科大学の大学院に進学しており、医歯学総合研究科にて学んだ。2013年（平成25年）に東京医科歯科大学の大学院における博士課程を修了した。2014年（平成26年）、埼玉県立大学の保健医療福祉学部にて准教授に昇任した。

## 研究
専門は保健学であり、特に生活環境支援理学療法、予防理学療法といった分野の研究に従事していた。具体的には下肢筋群について取り上げ、そのバランス機能に及ぼす影響について研究していた。また、予防理学療法についての研究や、規範意識についての研究にも取り組んでいた。更年期障害における簡易リンパドレナージが及ぼす影響についても研究していた。研究成果等は論文、あるいは書籍で発表しており、専門書の編纂なども手掛けている。
学術団体などとしては、日本地域理学療法学会、日本予防理学療法学会、日本理学療法士協会、埼玉県理学療法士会、日本運動器理学療法学会、日本循環器理学療法学会、日本地域理学療法学会、日本理学療法学会連合、埼玉県立大学保健医療福祉科学学会、などに所属した。日本地域理学療法学会では常任運営幹事、日本予防理学療法学会では評議員、日本地域理学療法学会では副理事長、日本理学療法士協会では代議員や議事運営委員などを務めた。

## 略歴
- 1995年 - 高知リハビリテーション学院理学療法学科卒業[3]。
- 1995年 - 佛教大学社会学部卒業[3]。
- 1995年 - 田無病院入職[3]。
- 1999年 - 埼玉県立大学保健医療福祉学部助手[3]。
- 2006年 - 埼玉県立大学保健医療福祉学部講師[3]。
- 2013年 - 東京医科歯科大学大学院医歯学総合研究科博士課程修了[3]。
- 2014年 - 埼玉県立大学保健医療福祉学部准教授[3]。

## 著作

### 編纂
- 大渕修一・浦辺幸夫監修、吉田剛・井上和久編集『予防理学療法学要論』医歯薬出版、2017年。ISBN 978-4-263-21740-5
- 細田多穂監修、原和彦ほか編『Q&Aフローチャートによる下肢切断の理学療法』4版、医歯薬出版、2018年。ISBN 978-4-263-26555-0

### 寄稿、分担執筆、等
- 細田多穂監修、磯崎弘司・両角昌実・横山茂樹編集『義肢装具学テキスト』改訂3版、南江堂、2018年。ISBN 978-4-524-25597-9
- 石川朗総編集、鈴木英樹責任編集『理学療法テキスト――地域理学療法学』中山書店、2021年。ISBN 978-4-521-74814-6
- 隆島研吾・田中康之編『ビルドアップ地域理学療法――地域理学療法学の方向性とマインドを理解する』医歯薬出版、2021年。ISBN 978-4-263-26644-1

### 註釈
1. ↑  高知リハビリテーション専門職大学の設置に伴い、2019年より高知リハビリテーション学院は学生募集を停止した。
2. ↑  学校法人浄土宗教育資団は、学校法人東山学園と統合され、2009年に学校法人佛教教育学園が設置された。
3. ↑  埼玉県立大学は、2010年に埼玉県から公立大学法人埼玉県立大学に移管された。